# Can Garriga (Lloret de Mar)
Can Garriga és un edifici del municipi de Lloret de Mar (Selva) que forma part de l'Inventari del Patrimoni Arquitectònic de Catalunya. És un edifici cantoner de tres plantes i terrassa situat al costat dret del passeig Jacint Verdaguer, vora el mar. És situat entre els passejos de Camprodon i Arrieta, Verdaguer, el carrer Joan Durall i la travessia de Venècia. Està format per la unió de dos habitatges que ocupaven tota una illa de cases del nucli antic de Lloret. Aquesta altra casa, que també té un pati a llevant, però és de construcció i decoració més senzilla. És la seu del Museu del Mar de Lloret de Mar.

## Descripció

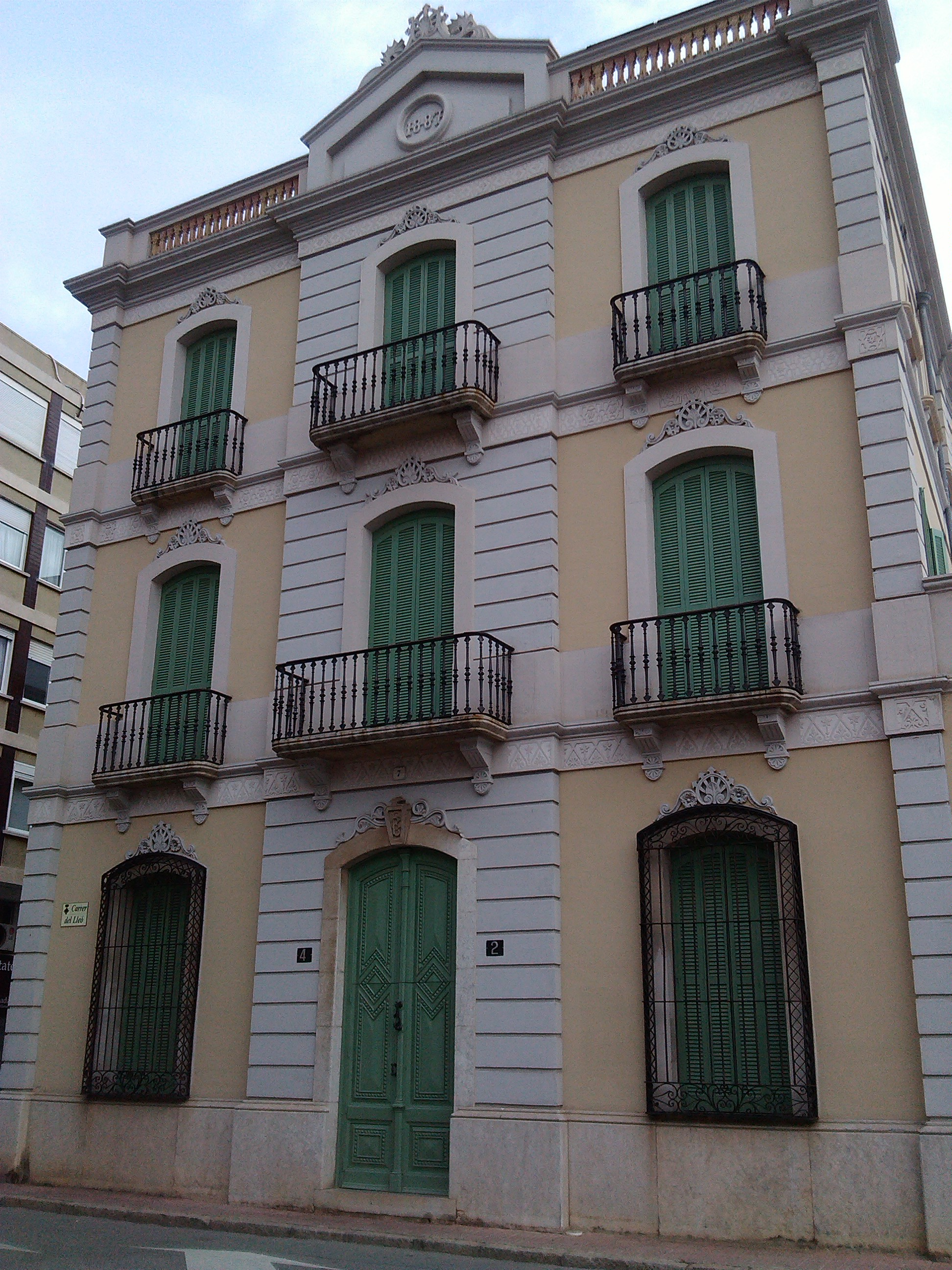
Façana de Can Garriga

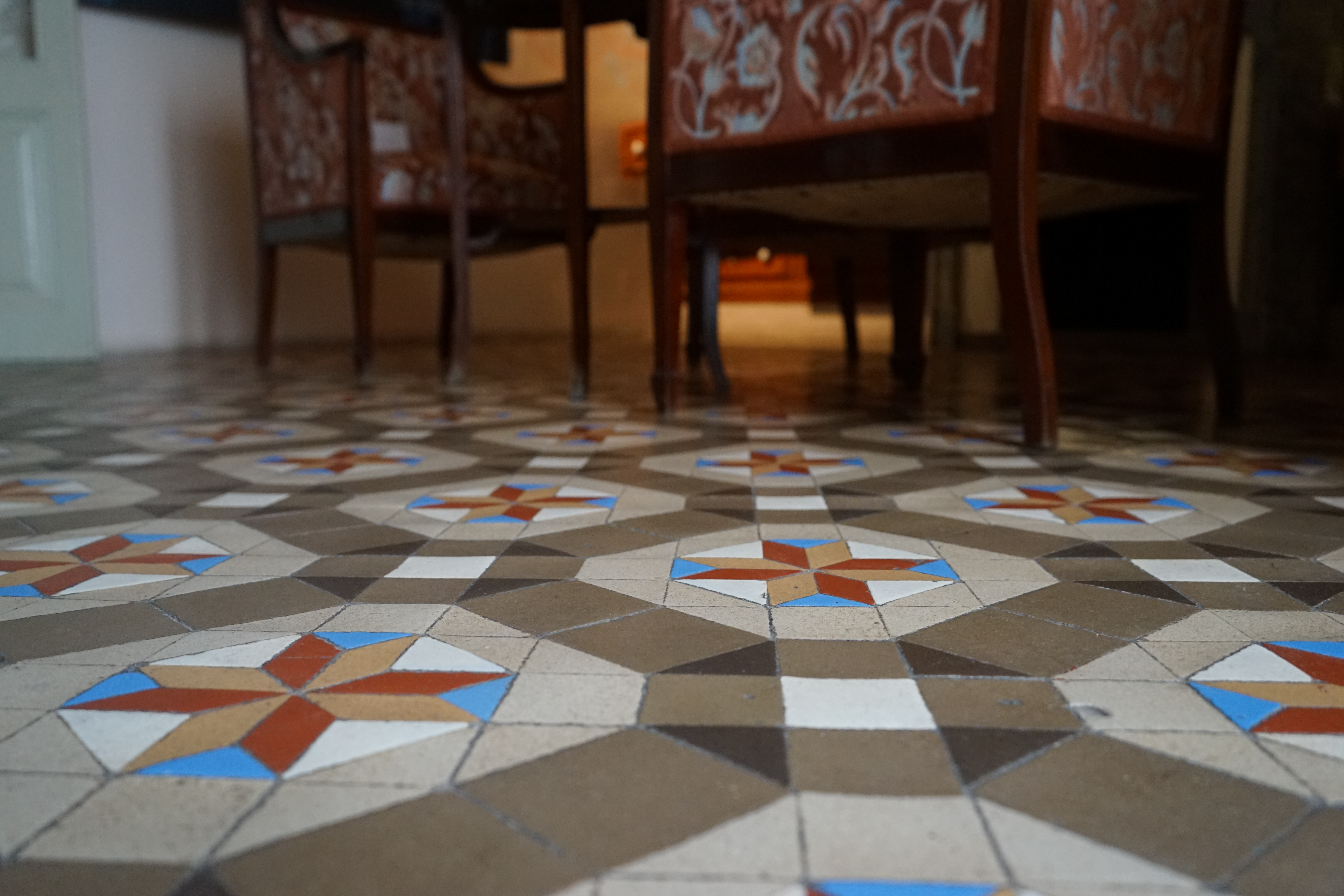
Terra de Can Garriga

La casa principal es pot considerar dins l'estil neoclàssic, però amb aportacions de l'arquitectura popular. La façana està formada per tres crugies. Destaca l'encoixinat del sector central de la façana i les cantonades i també les obertures amb llindes arquejades. Les finestres de la façana principal, als pisos superiors, estan dotades de balcó. Aquests balcons tenen les baranes de ferro colat i estan sostinguts per dues mènsules decorades amb motius vegetals.
La façana de la casa principal és absolutament simètrica. La porta principal conté al centre de la llinda, conformada per un arc rebaixat, les inicials d'Enric Garriga (E. G.) relligades i superposades entre una decoració vegetal simètrica.
A cada planta hi ha tres balcons i l'entaulament consta d'un frontó i balustrada. Al frontó hi ha, emmotllada en guix dins un medalló circular, la data de finalització de les obres de la casa, 1887. També hi ha elements de terra cuita sobre els guardapols de totes les obertures d'aquesta façana principal.
Pel que fa a les façanes laterals, l'ornamentació és més senzilla, encara que segueix els mateixos criteris d'ordenació segons eixos verticals reforçats pel ritme dels balustres de terra cuita del terrat. La teulada és plana i accessible, amb barana de balustres de terra cuita.
Pel que fa als interiors, existia una capella i una sala de música. Destaca el bany modernista i els paviments de ceràmica valenciana. El terra de la casa està format per peces quadrades de ceràmica de colors formant diferents dibuixos. Els sostres són pintats amb diferents motius (vegetals, paisatges...) a més de decoració de frescos, relleus i motllures de guix, sanefes geomètriques, dibuixos florals, ceràmica valenciana... Les pintures més destacades són del pintor Joaquim Vilaseca i Palau.
Al pati original de la casa s'hi ha habilitat l'entrada de la casa Garriga, que és una estructura de ferro i vidre. Actualment, mentre hi ha obres d'adequació a l'interior, funciona com a punt d'informació turística.
Pel que fa a la casa adossada, destaca pel balcó corregut que hi ha al primer pis, la cornisa i les grans obertures rectangulars de la planta baixa, les finestres de les quals són enreixades.

## Història

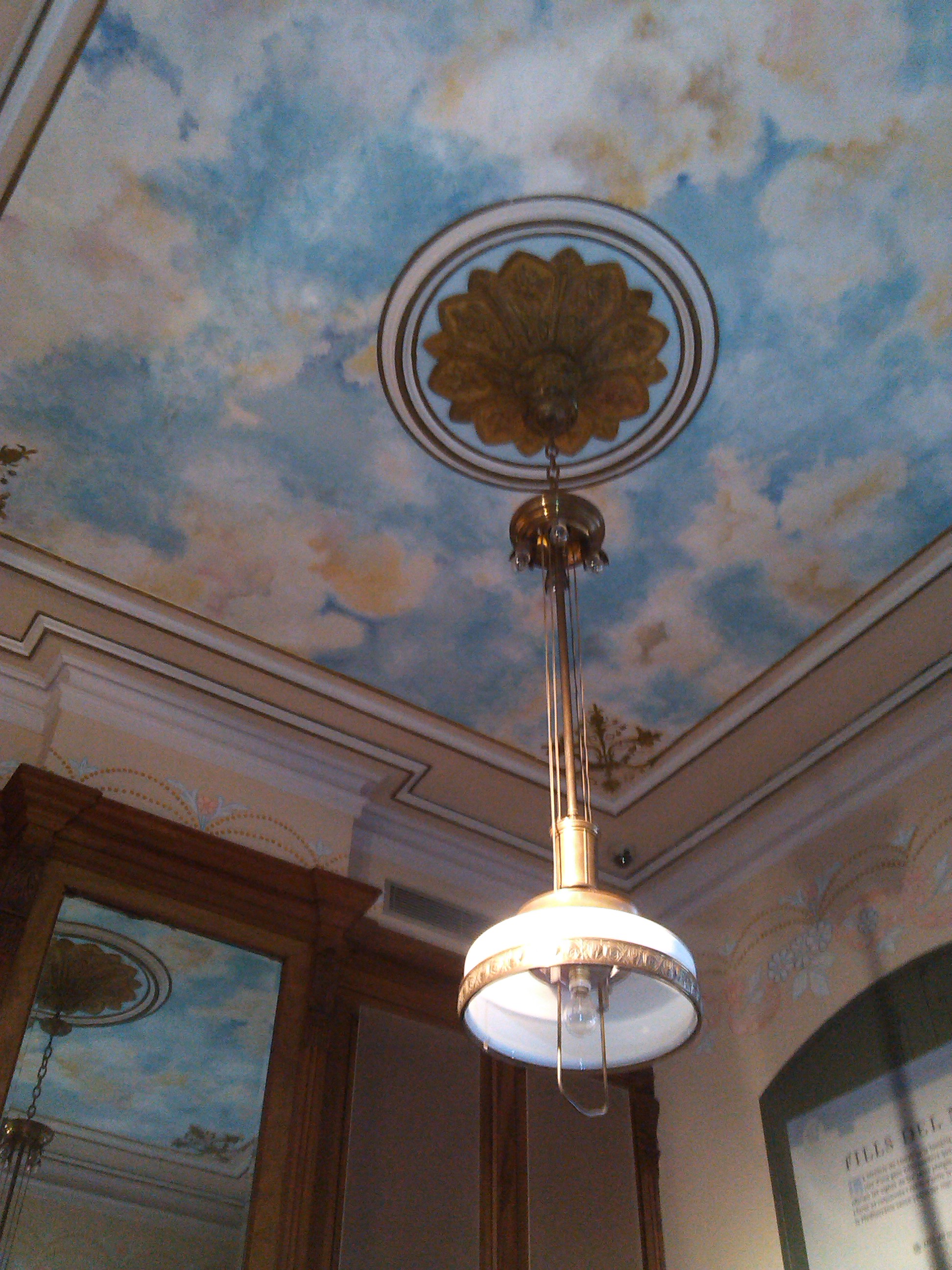
Detall de la decoració interior de Can Garriga

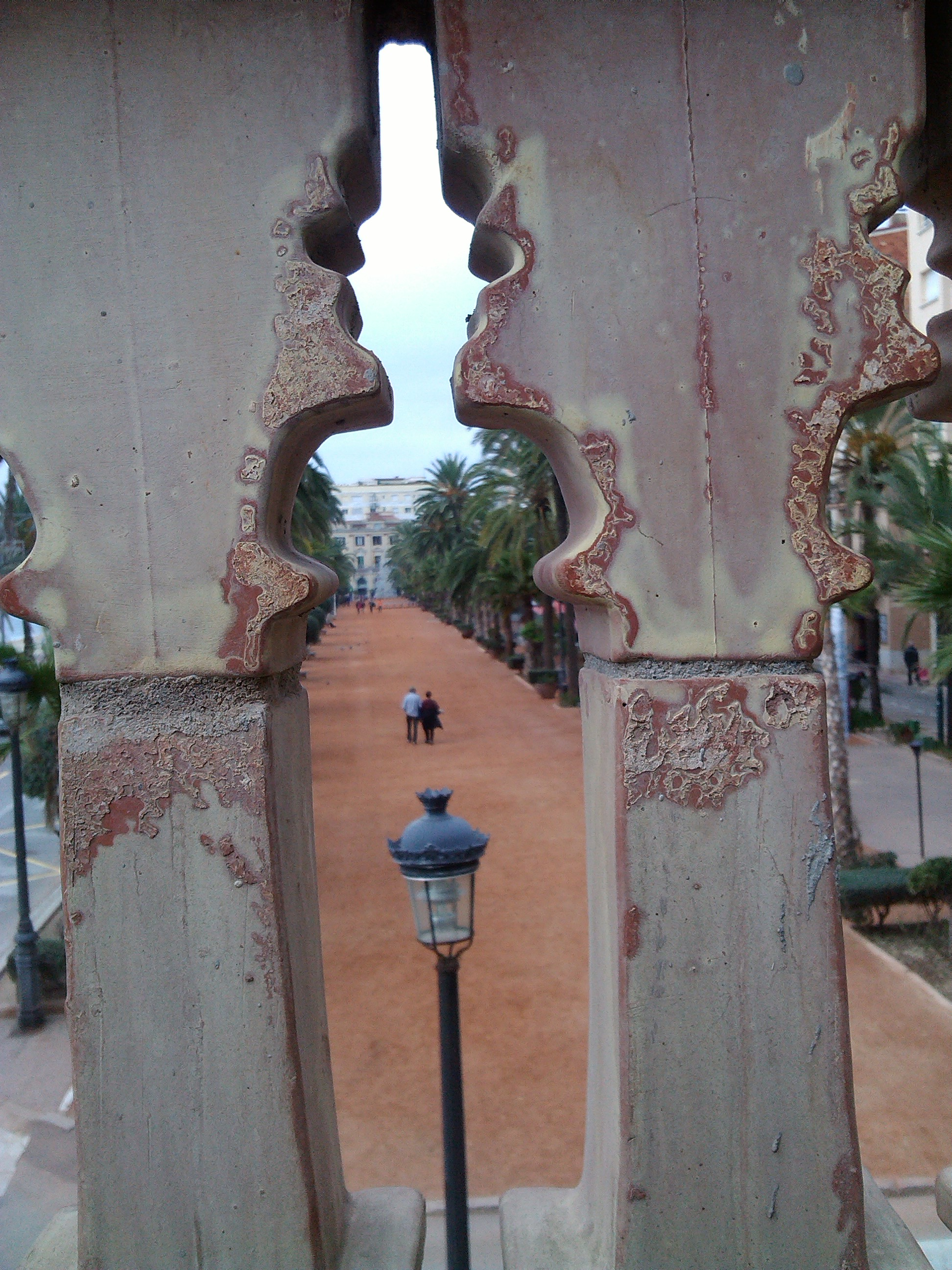
Passeig Verdaguer vist des de Can Garriga

A partir del segle xviii, a partir sobretot de l'ordenança de Carles III d'Espanya de lliure comerç amb Amèrica (1778), prengueren especial importància les drassanes i les relacions comercials marítimes amb Amèrica, cosa que va propiciar el sorgiment de grans fortunes, cosa que va influir en l'arquitectura local. Durant el segle xix el comerç transoceànic feu emigrar alguns indians. Els ports catalans es van obrir al tràfic amb les terres americanes, sobretot amb les Antilles i Amèrica del Sud. Lloret de Mar va passar de ser una població de la costa que sortia d'una depressió econòmica a un poble amb una rellevant activitat de construcció de vaixells i les platges es van convertir en drassanes. Els pescadors es van transformar en mariners, les famílies benestants van esdevenir armadors i molts lloretencs van emigrar a Amèrica. Els que tornaven d'Amèrica havent fet negoci i rics, solien reformar les antigues cases pairals i es construïen cases senyorials d'estil neoclàssic, eclèctic o modernista, feien obres de beneficència i encarregaven grans i cars mausoleus funeraris. Els que aconseguien fortuna a Amèrica, vivien de renda i es feien construir prestigiosos "palauets". La construcció de Can Garriga s'ha d'inserir en aquest context d'auge econòmic elitista (1880-1920), una època en què la fesomia urbana de Lloret va experimentar un canvi radical.
El passeig Jacint Verdaguer de Lloret està flanquejat per dues cases majestuoses, l'Ajuntament i la casa Garriga. Aquesta darrera fou construïda entre 1886 i 1887. El permís d'obres de la casa és de 1886 i la finalització de les obres, de 1887. L'obra, encàrrec d'Enric Garriga, es pot atribuir als germans Torras i Mataró. La casa mira al passeig i no pas al mar, cosa que la caracteritza com una excepció de les típiques cases amb pati frontal i no lateral. Pel que fa a l'altra casa, fou construïda després del 1887 per un altre indià, Joaquim Terrats i Monter, i fou comprada per la família Garriga el 1915. Un altre dels valors que continua tenint la casa i el seu entorn és que es conserva la parcel·lació original del passeig amb el jardí i els carrers.
El 1982 l'Ajuntament de Lloret de Mar va comprar aquests edificis per 90 milions de pessetes (subvencions estatals incloses) donat el seu caràcter de testimoni únic del passat colonial de Lloret. Va encarregar la rehabilitació al grup d'arquitectes Bohigas, Martorell i Mackay de Barcelona i al dissenyador de Lloret Lluís Pau. El projecte va respectar l'estructura externa de l'edifici senyorial de finals del XIX. S'ha mantingut la distribució original en algunes parts i s'han recuperat peces de mobiliari luxós de l'època.
Durant uns anys fou la Casa de Cultura de Lloret de Mar i actualment és el museu "Can Garriga", on hi ha mostres de maquetisme naval, imatges antigues de Lloret del fotògraf Emili Martínez i Passapera, dibuixos i pintures de Joan Llaverias i la col·lecció de pintures de Carretero Gomis. També hi ha una maqueta de l'important poblat iber del Puig Castellet, situat al terme de Lloret de Mar. Actualment està en obres d'adequació, rehabilitació i reforma dels interiors de l'anomenat Museu del Mar, participades per l'Ajuntament i la Diputació.
La casa Garriga fou propietat d'un indià, Enric Garriga i Mataró, que morí el 1889. Va marxar de jove a Cienfuegos (Cuba), on fundà amb el seu germà Joan Baptista una empresa de fustes i materials per a la construcció que s'anomenava "Garriga Hermanos & Muro". Enric Garriga es va fer construir aquesta casa amb diners guanyats a Amèrica. Després de morir, la seva vídua, Mercè Garriga i Bitlloch, va comprar la casa del costat, per 12.500 pessetes, fins a conformar l'actual finca (1915). El seu fill, Salvador Garriga i Garriga (1881-1955), hi visqué fins a la seva mort.
La distribució interna de la casa era la següent: A la planta baixa hi havia la cuina, les sales i el menjador. Al primer pis hi havia les cambres i el bany. El segon pis era destinat a les persones del servei domèstic.
En comparació a l'altra casa d'indià de Lloret, Can Font-Casa Comadran, aquesta és més austera.
El "boom" turístic dels anys 50 i 60 del segle xx va motivar un canvi urbanístic sense precedents, amb la qual cosa es van perdre la major part de cases senyorials d'indians, víctimes de l'especulació. Les cases Garriga són una de les excepcions a aquesta omnipresent norma.